# Amauris partita
Amauris partita är en fjärilsart som beskrevs av Talbot 1941. Amauris partita ingår i släktet Amauris och familjen praktfjärilar. Inga underarter finns listade i Catalogue of Life.